# Carta als Gàlates
La Carta als Gàlates és un llibre del Nou Testament escrit per sant Pau Apòstol a la nova comunitat cristiana de la regió de Galàcia situada a l'Anatòlia central.
Tracta de la controvèrsia sobre el fet de si els cristians conversos des del judaisme o no, havien de seguir la llei de Moisès. Junt amb la Carta als Romans és de gran significat teològic i ha tingut gran influència en el protestantisme.
Un dels punts d'interès d'aquesta carta és que Pau afirma haver conegut a "Jaume germà de Jesús", el que s'ha fet servir com prova a favor de l'existència històrica de Jesús de Natzaret.

## Datació
Fou escrita entre els anys 50 a 56 dC aproximadament després de dues visites a aquesta província i que, segons el llibre Fets dels Apòstols, Pau i Bernabé visitaren la zona entre els anys 47 i 48 dC per primera vegada i després per segona vegada quan Pau amb Silas tornaven de la reunió o concili de Jerusalem en l'any 49 dC. Pot ser que l'hagi escrit des de Corint en la seva estada de quasi dos anys, entre el 50 i el 52 dC. Altres l'ubiquen en una data més tardana, pels voltants del 56 dC.

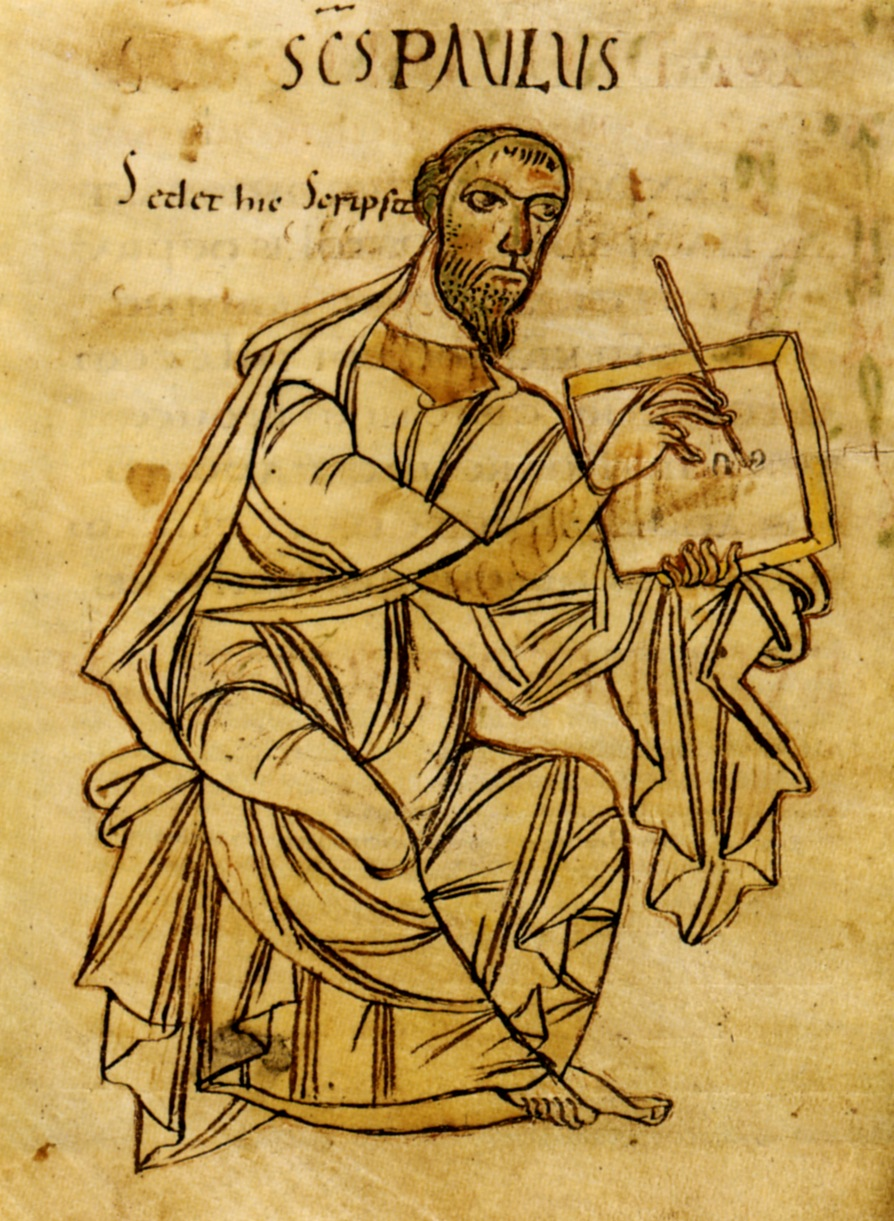
Sant Pau escrivint. La inscripció "sedet hic scripsit" ("s'asseu aquí i escriu").

## Canonicitat
La canonicitat d'aquesta carta ve donada pels registres més antics de què disposem, fou utilitzada per Policarp d'Esmirna al segle ii, figura en el Fragment Muratori i en els escrits d'Ireneu de Lió, a més es va trobar amb vuit cartes més en l'anomenat manuscrit de Chester Beatty de l'any 200 dC. També altres patriarques de l'església primitiva l'esmenten com Climent d'Alexandria, Tertulià i Orígenes. S'esmenta per nom en el cànon reduït de Marció. Tot el cànon anterior al Concili de Cartago l'any 397 dC l'incloïen en els escrits com autèntica. A més hi ha una clara correlació i estil amb els altres escrits de Pau.